# Dejan Pečenko
Dejan Pečenko (* 13. Dezember 1958 in Maribor) ist ein slowenischer Jazzmusiker (Piano).

## Leben und Wirken
Pečenko studierte zwischen 1979 und 1985 Jazzpiano an der Musikhochschule Graz. 1983 nahm er mit Brüning von Altens Sunrise Orchestra auf. Von 1985 bis 1989 trat er als freischaffender Musiker bei zahlreichen Tourneen mit Jazzmusikern wie Tony Scott, Bumi Fian oder Tone Janša auf und nahm am Moers Festival, den Leverkusener Jazztagen oder JazzAscona teil. 1986 gründete er sein eigenes Trio (mit Peter Herbert und Drago Gajo), mit dem er im selben Jahr ein erstes Album veröffentlichte, dem 1988 das Album Persepolis folgte. Weiterhin veröffentlichte er die beiden Soloalben Piano Pianissimo (1995) und Toy Museum (1998). Ferner gehört er zur Old Stoariegler Dixielandband und zum Trio von Manfred Josel. Nach dem Oesterreichischen Musiklexikon gehört er „zu den stilistisch umfassenden Jazz-Pianisten und Keyboardern, dessen Musik auf Stilrichtungen wie Swing, Fusion, Latin Music und Hip-Hop basiert.“
Seit 1989 war er als Professor am Bruckner-Konservatorium Linz tätig und ist bis heute an der daraus hervorgegangenen Anton Bruckner Privatuniversität als Hochschullehrer aktiv. 1992 war er Mitbegründer der Jazz-Abteilung des Musikkonservatoriums in Ljubljana. Zwischen 1995 und 2003 lehrte er auch an der Hochschule bzw. Universität für Musik und darstellende Kunst Graz das Fach Klavierpraxis. Seit 2013 ist er zudem Dozent am Konservatorium Maribor.